# Søren Zahle Schou
Søren Zahle Schou (født 29. maj 1974) er en dansk sanger, sangskriver, guitarist, producer og pladeselskabsejer fra Skanderborg. Han har gennem mere end tre årtier været aktiv i dansk musikliv og har arbejdet med en række kunstnere, herunder Peter Sommer, Jacob Dinesen, Lars Lilholt, Mallemuk, Efteraar, Maaneland, Marie Frank etc.
I 2014 overtog han Studio Communale i Skanderborg, oprindeligt etableret af Peter Sommer i 2011. Studiet fungerer i dag som base for hans arbejde som producer og lydtekniker samt for hans pladeselskab Communale Records, der udgiver musik med både etablerede og nye artister.

## Diskografi
producer / medvirker på bl.a. :
- Alt Er Ego, Superjeg (2002)
- Ind Under Himlen Ørenlyd (2003)
- Solstrejfer Ørenlyd (2004)
- Atomteoretisk Eftermiddag Sticky (2006)
- Strength in numbers Utah (2007)
- Til Rotterne, Til Kragerne, Til Hundene Peter Sommer (2008)
- Den Sidste Nat Klaus Handsome (2010)
- Perler Fra Svin Honning (2010)
- Alt Forladt, Peter Sommer (2013)
- Manifest, Lars Lilholt (2013)
- Amulet, Lars Lilholt (2015)
- Der sker noget om lidt - Hverdagens Helte (2016)
- Brace Against The Storm, Jacob Dinesen (2016)
- Prinsessen Af Jylland, Keminova Cowboys (2017)
- Elskede at drømme, drømmer om at elske, Peter Sommer (2018)
- Steppebrand, Laura Mo (2018)
- Found it,  Jacob Dinesen (2018)
- Drømmefanger, Lars Lilholt (2018)
- Stærk Strøm Hen Over Ujævn Bund, Peter Sommer (2022)
- Burnin' time, The Mukherjee Development (2022)
- De Uforelskede i København, Peter Sommer (2022)
- De Uforelskede i København Philharmonic, Peter Sommer (2022)
- Alle Folk Slider, Mallemuk (2023)
- Kosmiske Kindkys, Lars Lilholt (2024)

## Producer
Har produceret for bl.a. Peter Sommer, Jacob Dinesen, Laura Mo, Lars Lilholt, Klaus Handsome, Sticky, Honning og UTAH

## Andet
Søren Zahle var i 2004 sanger og sangskriver m bandet sticky og havde dette år hittet Finn Tugwell, hvor er du? I forbindelse med Finn Tugwell og Michael Maze's succes ved OL i Athen.
1. ↑  https://www.sorenzahle.dk/Projekter/cr